# 哲桥站
哲桥站是一个京广线上的铁路车站，位于湖南省衡阳市耒阳市哲桥镇，建于1935年，目前为四等站，邮政编码为421841。目前客运：办理旅客乘降；行李、包裹托运；货运：办理整车货物发到；危险货物仅办理农药、化肥发到。